# ريتشارد غرين (سياسي)
ريتشارد غرين (بالإنجليزية: Richard Green)‏ هو قاضي وسياسي أسترالي، ولد في 3 ديسمبر 1907 في أستراليا، وتوفي في 19 مارس 1961 في ملبورن في أستراليا.